# Distrito de Carhuanca

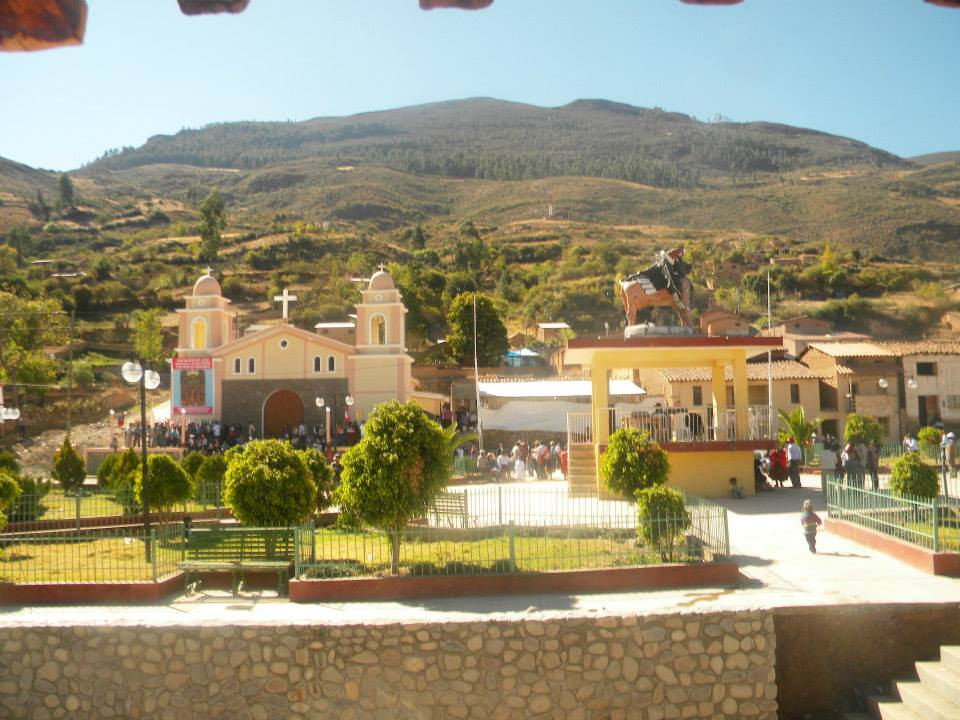
Plaza principal del distrito de Carhuanca

El distrito de Carhuanca es uno de las ocho distritos que conforman la provincia de Vilcashuamán, ubicada en el departamento de Ayacucho, Perú.

## Historia
Carhuanca es, al mismo tiempo, distrito y comunidad campesina. Su denominación proviene de dos voces quechuas, karwa y anka, que juntas significan "gavilán gris" en alusión al ave rapaz que abundó en esta comarca. Las raíces de la Identidad Carhuanquina forjaron los pueblos que ocuparon Ñaupallaqta, Puntayorqo, Kullkuncha, Ocopa y Achihuani, lugares donde existen restos prehispánicos de construcciones toscas a excepción de Ocopa, que debido a su clima benigno y de sus tierras fértiles, se había repoblado. En los tiempos incaicos destaca el protagonismo del kuraka Rayme que desde Ñahuinpuquio Llaqta (antecedente de las comunidades de Rayme Alto y San Miguel de Rayme), gobernó con mano firme esta zona geográfica conocida como QARWANKA. Fue quien hacía arrojar a los infractores de la ley inca, envueltos en piel fresca de llama, a un despoblado de suplicio que llamaron Ccara-huanco cuchu o "rincón de envueltos de cuero" (actual plaza de Carhuanca). Asegurábase que aquel guerrero de la nobleza incaica ("capitán Rayme"), llegó huyendo del Cusco por alguna causa grave en busca de refugio tras la invasión de los Chancas. Además, durante su mandato habrían venido a poblar uno de los ayllus Chilques ("chilquicunas") traídos de Paruro-Cuzco en aplicación de la política de los MITIMAES. La mención más antigua aplicada a esta "patria chica Carhuanca" en la Historia del Perú, es CAROANCA que se encuentra en el Anexo de las Informaciones de 1586 del clérigo cusqueño Cristóbal de Albornós, perseguidor del movimiento socioreligioso Taqui onqoy. El pueblo de Carhuanca fue fundado, en espacio geográfico nuevo, por españoles exploradores de la mina de oro del cerro Qorichayoq en 1612 con el nombre de San Pedro de Carhuanca. En el largo periodo colonial, "esta tierra de manantiales y arroyos", fue un Repartimiento que dependió del corregimiento de "Lucanas, Soras y Andamarca". Eclesiásticamente tenía la categoría de Doctrina o Curato que coincidía con la división política de Distrito Republicano. Su creación política como Distrito lo dispuso Bolívar por Ley del 21 de junio de 1825. Acuérdese que casi un año antes -el 23 de septiembre de 1824- el Libertador pernoctó en Carhuanca en su viaje de inspección a Andahuaylas. En la Guía de Forasteros de 1834, Carhuanca figura entre los 15 distritos de la extensa provincia de Lucanas, de la que se separa por Ley 1171 del 15 de noviembre de 1909 para anexarse a la de Cangallo.
Su pequeño territorio ofrece tres pisos agroecológicos y numerosos microclimas. Cuenta, aproximadamente, con una población de 1800 habitantes. Está reconocida a nivel regional como la Cuna de autores de la canción carnavalesca que se difunde desde el año 1895 en los Carnavales de la meseta de Pampamarca, Pampamarca es de CARHUANCA "Patrimonio Cultural del Distrito de Carhuanca". La Capital distrital tiene el título de VILLA por Ley regional 362 del 15 de septiembre de 1920 firmado por el Presidente de la República Don Augusto B. Leguía. Está a 2960 m.s.n.m., situada entre dos hermosos riachuelos: Tapillo al Este e Ipra al Oeste, uniendo sus caudales en Timpoq huayqo para desembocar como río Ocopa al Pampas. Al provincializarse Vilcashuamán, en plena guerra interna, por Ley 23930 del 24-IX-1984, el distrito de Carhuanca pertenece a ella. 
Hasta antes de 1982, era un distrito relativamente próspero y estable hasta que la violencia terrorista de las décadas 80 y 90 dejó moral y materialmente en ruinas, oscura situación de la que está en franca recuperación.

## Títulos del pueblo de Carhuanca
El título de la Comunidad Campesina de Carhuanca alberga páginas de los siglos XVII, XVIII y XIX. Los originales de este título son códices o manuscritos que no solamente contienen testimonios legales relacionados con la demarcación territorial de la comunidad madre de Carhuanca, sino que constituyen un valioso patrimonio histórico y cultural de la nación.
Su valor histórico es indiscutible, puesto que los personajes mencionados: corregidores, visitadores, jueces, curacas, caciques, dueños de tierras, alcaldes, gobernadores, personeros, realmente existieron.
En el testimonio de los títulos de Carhuanca del 22 de junio de 1667, se manifiesta que el Inca Túpac Yupanqui, sucesor de Pachacútec, fue quien repartió estas tierras a las comunidades o Ayllus. Los caciques principales de Carhuanca, los hermanos Diego y José Poma Paucara, testifican en estos términos: “nuestros antepasados habían tenido y poseído desde la fundación de nuestros pueblos, y desde el tiempo de los Incas y Virreyes, el cual siempre bajo los límites y mojones, pastos por mandato de Topayupanqui” (Folio 04).
Corregidores como José Manuel Vega Cruzat (de Vilcashuamán) y José de Robina y Jáuregui (de Lucanas), que figuran en el título, están en la lista oficial de corregidores. Igualmente, el visitador Antonio Oré (hijo), mencionados en los folios uno y seis, fue un personaje histórico local (ver “Ayacucho: Vilcashuamán y Cangallo” de Max Aguirre. Pág. 191, 197 y 411).
Estos títulos, antes de su archivamiento (1965), eran guardados con celo por comuneros de solvencia moral en una bolsa de cuero de vaca. El último celoso guardián fue don Martín Romero Rojas.

## Geografía

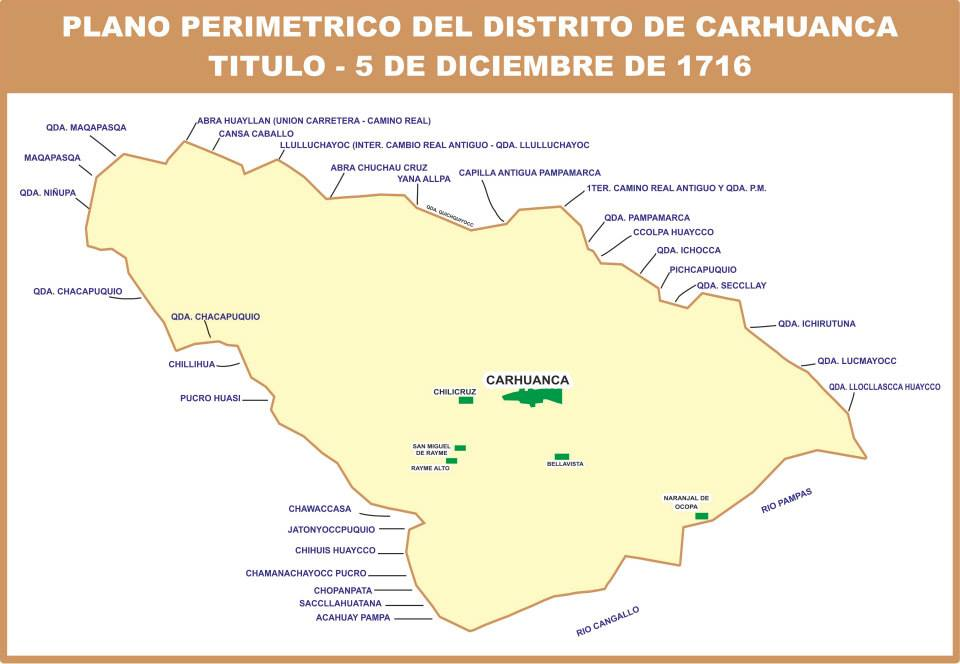
Plano Perímetro del distrito de Carhuanca

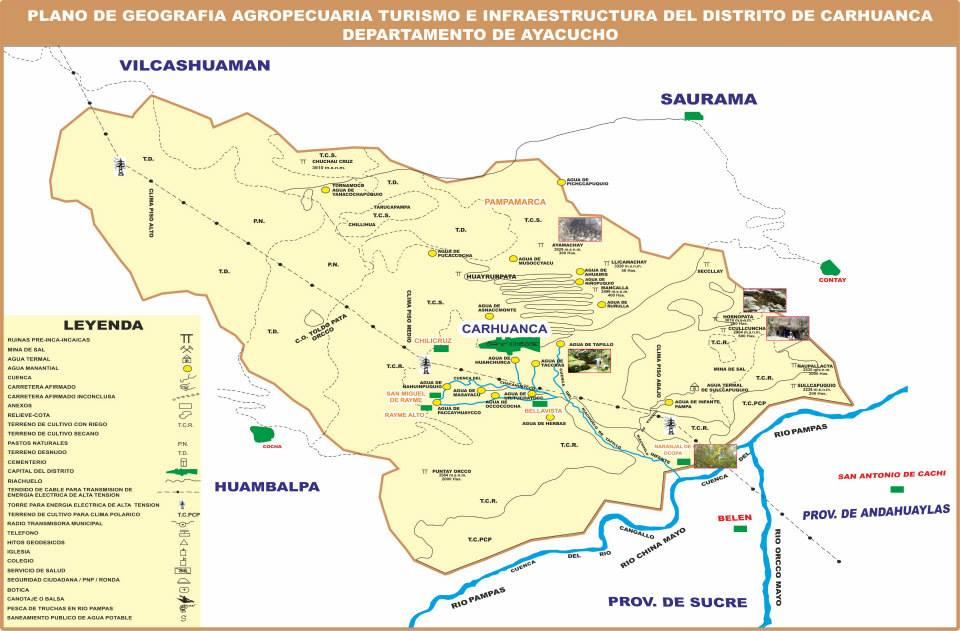
Plano turístico del distrito de Carhuanca

Desde 1984 se encuentra bajo la comprensión política de la provincia de Vilcashuamán, del departamento de Ayacucho; situada en la margen izquierda del río Pampas.
Límites:
- Norte: Distrito de Vilcashuamán

- Este: Distrito de Saurama

- Oeste: Distrito de Huambalpa

- Sur:  Distrito de Belén (Prov de Sucre), Distrito de San Antonio de Cachi ( Prov. de Andahuaylas), por el Río Pampas.

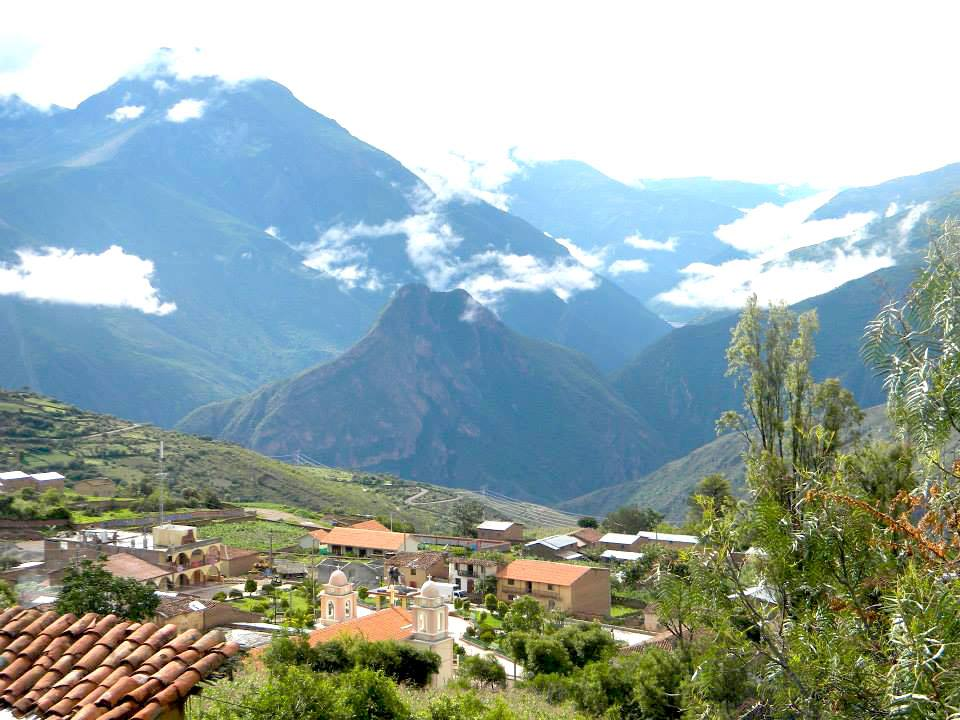
Carhuanca

### Pisos Ecológicos

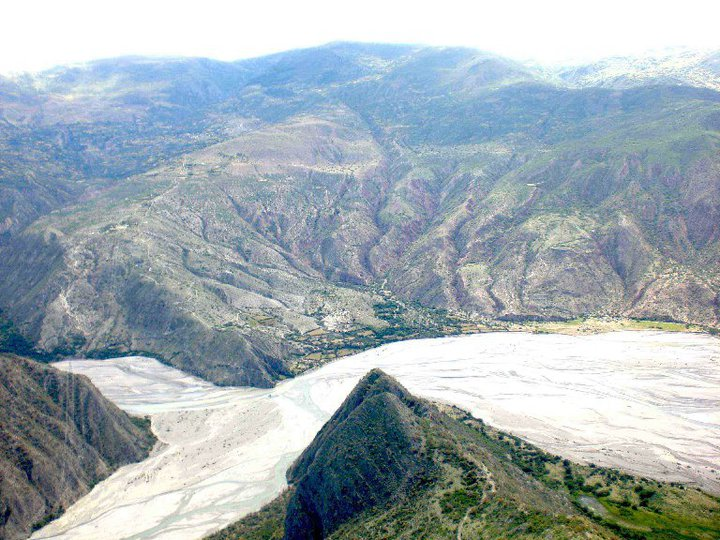
Carhuanca con su dos ríos juntos Chinamayo y Orccomayo = Río Pampas

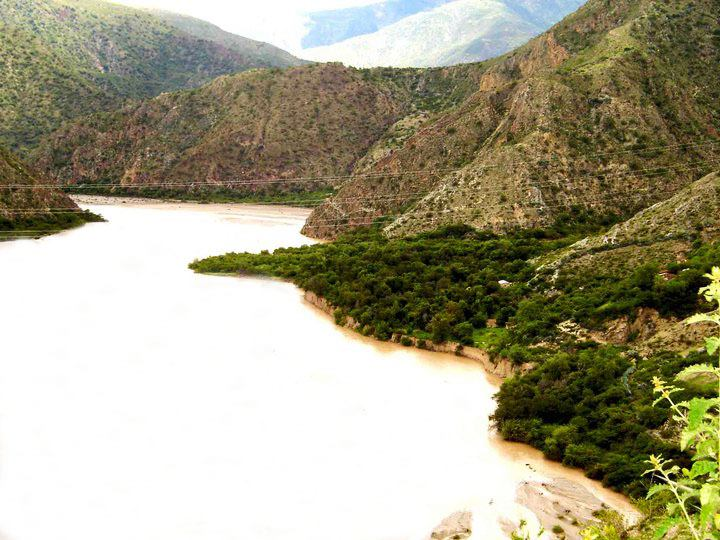
Ocopa, en la parte baja llamada Ocopa de clima cálido, produce maíz amarillo o “mayu sara”, frutas de toda clase: naranjas, limón, cidra, chirimoya, pacaes, paltos, guayabas, plátanos y otros productos alimenticios como yuca y camotes de buen sabor, etc.

El territorio del distrito es un hermoso declive que ofrece tres pisos agroecológicos y buen número de microclimas. Es una buena tierra de arroyos y de fuentes de agua. Según el Dr. Pulgar Vidal corresponde a las regiones naturales de:
- Yunga        (1,000 a 2300 metros de altitud)
- Quechua   (2300 a 3500)
- Suni           (3500 a 4000)

## División administrativa

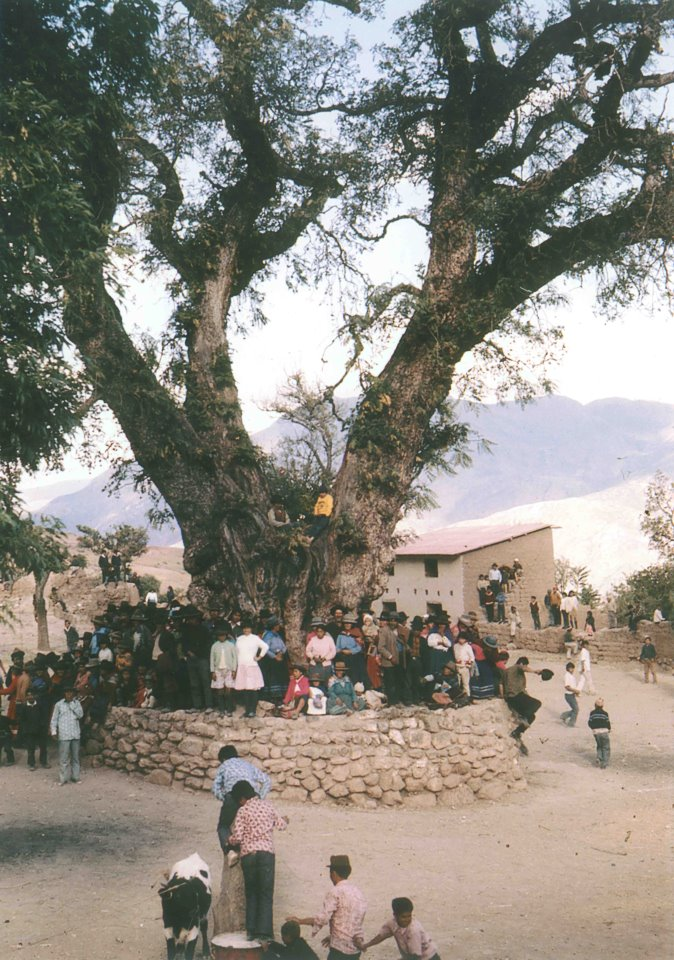
Cedro histórico del distrito de Carhuanca

### Centros poblados
- Urbanos
  - Carhuanca, con 500 hab.
  - San Miguel de Rayme, con 162 hab.
- Rurales

## Autoridades

### Municipales
- 2019 - 2022[1]
  - Alcalde: Juve Norberta Navarrete Estrada, de Alianza para el Progreso.
  - Regidores:

  1. Anatolio Zamora Cuenca (Alianza para el Progreso)
  2. Yiene Victoria Pariona Cerón (Alianza para el Progreso)
  3. Mario Barrientos Chipana (Alianza para el Progreso)
  4. Sonia Benites Cerón (Alianza para el Progreso)
  5. Ángel Gómez León (Qatun Tarpuy)